# Pénitencier de Blackgate
 (juin 2011).
Si vous disposez d'ouvrages ou d'articles de référence ou si vous connaissez des sites web de qualité traitant du thème abordé ici, merci de compléter l'article en donnant les références utiles à sa vérifiabilité et en les liant à la section « Notes et références ».
Le pénitencier de Blackgate est une prison fictive dans l'univers de DC Comics, traditionnellement située sur une petite île de la baie de Gotham City.

## Histoire fictive
Le pénitencier de Blackgate et le pénitencier d'État de Gotham (Gotham State Penitentiary) sont deux centres correctionnels indépendants l'un de l'autre, situés dans la ville de Gotham City. Blackgate est aujourd'hui privilégié par les scénaristes, supplantant le Gotham State qui était le premier centre pénitentiaire de Gotham avant le début des années 1990. D'après la continuité récente, la prison de Blackgate est condamnée par Amnesty International à la fin des années 90 et forcée de fermer ses portes. À sa réouverture, elle prend le nom de « Pénitencier de Blackgate ». En raison de sa position stratégique sur une île à l'écart de la ville, Blackgate a pris de plus en plus d'importance face au Gotham State, emmenant ce dernier à être progressivement abandonné.
Contrairement à l'asile d'Arkham, Blackgate est un centre de détention pour les criminels sains d'esprit tels que le Pingouin, Catwoman, Bane, Catman, David Cain, Monsoon, Ernie Chubb, KGBeast. De nombreux hommes de main, gangsters, et chefs de la pègre y ont été incarcérés. Cependant, quelques ennemis de Batman à la santé mentale fragile, comme le Joker, Double-Face, Gueule d'Argile II (Matt Hagen), le Ventriloque, Victor Zsasz, Firefly, Calendar Man ou Rupert Thorne ont séjourné aussi bien à Arkham qu'à Blackgate.
Il est arrivé que les patients d'Arkham soient temporairement déplacés dans Blackgate, par exemple lorsque Bane détruisit les installations originelles d'Arkham dans Batman #491. Tous les patients de l'asile furent alors incarcérés à Blackgate jusqu'à la réouverture du centre dans Batman #521.
Dans un épisode de la série "Flash", le nom du pénitencier de Blackgate est cité par Sam Damon.